# Yūto Hara
Yūto Hara (japanisch 原 優人, Hara Yūto; * 15. November 1986 in Hachinohe, Präfektur Aomori) ist ein ehemaliger japanischer Eishockeyspieler, der für die Tohoku Free Blades in der Asia League Ice Hockey spielte.

## Karriere
Yūto Hara begann seine Karriere als Eishockeyspieler in der Mannschaft der Hōsei-Universität. Anschließend unterschrieb er einen Vertrag bei den Tohoku Free Blades, die in der Saison 2009/10 ihren Spielbetrieb in der Asia League Ice Hockey aufnahmen. In dieser erzielte der Verteidiger in seinem Rookiejahr im professionellen Eishockey in 28 Spielen ein Tor und gab zwei Vorlagen. Zudem erhielt er 14 Strafminuten. In der Saison 2010/11, welche aufgrund des Tōhoku-Erdbebens vorzeitig beendet wurde, gewann er mit seiner Mannschaft erstmals den Meistertitel der Asia League Ice Hockey.
Im September 2009 verließ er die Free Blades und beendete seine Karriere.

## Erfolge und Auszeichnungen
- 2011 Asia-League-Ice-Hockey-Meister mit den Tohoku Free Blades

## Asia-League-Statistik
(Stand: Ende der Saison 2010/11)